# Котляревська сільська рада
Котляревська сільська́ ра́да — адміністративно-територіальна одиниця та орган місцевого самоврядування у Вітовському районі Миколаївської області. Адміністративний центр — село Котляреве.
2016 року ввійшла до складу Шевченківської територіальної громади.

## Загальні відомості
- Населення ради: 2 298 осіб (станом на 2001 рік)

## Історія
Миколаївська обласна рада рішенням від 16 жовтня 2009 року в Жовтневому районі уточнила назву Котлярівської сільради на Котляревську.

## Населені пункти
Сільській раді були підпорядковані населені пункти:
- с. Котляреве
- с. Новоруське
- с. Шевченкове

## Склад ради
Рада складалася з 16 депутатів та голови.
- Голова ради: Кравченко Ольга Іванівна

### Депутати
За результатами місцевих виборів 2010 року депутатами ради стали:

#### За суб'єктами висування
| Суб'єкт висування                 | Кількість обраних депутатів | %    |
| --------------------------------- | --------------------------- | ---- |
| Самовисування                     | 15                          | 93,8 |
| Політична партія «Сильна Україна» | 1                           | 6,3  |

#### За округами
| № округу                          | Прізвище, ім'я, по батькові      | Дата визнання обраним | Освіта             | Партійна приналежність                  | Відомості про обраного депутата                                                       |
| --------------------------------- | -------------------------------- | --------------------- | ------------------ | --------------------------------------- | ------------------------------------------------------------------------------------- |
| Політична партія «Сильна Україна» |                                  |                       |                    |                                         |                                                                                       |
| 10                                | Кисіль Оксана Володимирівна      | 04.11.2010            | середня            | член Політичної партії «Сильна Україна» | Котляревська сільська бібліотека, бібліотекар                                         |
| Самовисування                     |                                  |                       |                    |                                         |                                                                                       |
| 1                                 | Джулікян Вагінак Шалікаєвич      | 04.11.2010            | вища               | позапартійний                           | Ф\Г Котляреве, інженер-механік                                                        |
| 2                                 | Косенко Анатолій Володимирович   | 04.11.2010            | середня            | позапартійний                           | тимчасово не працює                                                                   |
| 3                                 | Підвальна Зінаїда Олександрівна  | 04.11.2010            | середня            | позапартійна                            | пенсіонер                                                                             |
| 4                                 | Мармазинська Валентина Адамівна  | 04.11.2010            | середня            | позапартійна                            | Котляревська сільська рада, завідувачка центру праці та соціального захисту населення |
| 5                                 | Новачук Галина Анатоліївна       | 04.11.2010            | середня            | позапартійна                            | приватний підприємець                                                                 |
| 6                                 | Чуханцева Віра Олександрівна     | 04.11.2010            | вища               | позапартійна                            | ЖКП «Котляреве», водокат                                                              |
| 7                                 | Санталов Володимир Олександрович | 04.11.2010            | середня            | позапартійний                           | пенсіонер                                                                             |
| 8                                 | Новожилова Євгенія Євгеніївна    | 04.11.2010            | вища               | позапартійна                            | пенсіонер                                                                             |
| 9                                 | Валова Антоніна Вікторівна       | 04.11.2010            | вища               | позапартійна                            | ПП «Еліка», фельдшер                                                                  |
| 11                                | Позняк Сергій Іванович           | 04.11.2010            | вища               | позапартійний                           | ТОВ «Миколаївгаз», слюсар                                                             |
| 12                                | Горбунова Галина Михайлівна      | 04.11.2010            | вища               | позапартійна                            | Шевченківська дільнична лікарня, фельдшер швидкої допомоги                            |
| 13                                | Позняк Галина Іванівна           | 04.11.2010            | вища               | позапартійна                            | Котляревська сільська рада, секретар                                                  |
| 14                                | Шинко Ірина Вікторівна           | 04.11.2010            | вища               | позапартійна                            | Котляревська загальноосвітня школа, вчитель біології та географії                     |
| 15                                | Дібров Олег Олександрович        | 10.03.2013            | середня спеціальна | член Партії регіонів                    | ДП ДГ «Еліта», інженер-механік                                                        |
| 16                                | Миронов Олександр Миколайович    | 04.11.2010            | середня            | позапартійний                           | ДГ «Еліта», механізатор                                                               |